# Кастелло, Томмазо
Томмазо Кастелло (итал. Tommaso Castello, родился 14 августа 1991 года в Генуе) — итальянский регбист, выступавший на позиции центрового. За свою карьеру играл за клубы «Кальвизано» и «Цебре», а также за сборную Италии.

## Биография
Воспитанник школы клуба «Генуя». С 2011 года выступал в чемпионате Италии (Эччелленца) за клуб «Кальвизано», в составе которого выиграл три титула чемпиона Италии и дважды Кубок Италии (Трофей Эччелленцы). В 2015 году стал игроком клуба «Цебре» из чемпионата Про14 на правах аренды, дебютировав в игре против «Кардифф Блюз» 5 сентября 2015 года (поражение 13:61), а в 2016 году стал игроком уже на постоянной основе. Всего за свою карьеру он сыграл 54 матча за клуб и занёс шесть попыток, набрав 30 очков. С сезона 2017/2018 был капитаном клуба, выступал на позиции внутреннего центрового (номер 12).
Кастелло играл за сборную Италии не старше 20 лет, выступив с ней в 2011 году на Кубке шести наций среди молодёжных команд, а в 2012 году в составе второй сборной сыграл на Кубке наций IRB, вызываясь в её расположение и в последующие годы. В 2016 году был вызван в расположение сборной Италии в канун матча против Уэльса. 11 июня 2016 года он дебютировал в матче за основную сборную Италии в Санта-Фе против Аргентины (поражение 24:30). Всего Томмазо сыграл 18 матчей за сборную Италии, не набрав очков.
Последним в сборной Италии для него стал матч 9 марта 2019 года в рамках Кубка шести наций против Англии. В этой игре Кастелло получил серьёзную травму малой берцовой кости и вынужден был перенести две операции. Однако из-за затянувшегося восстановления 27 декабря 2021 года он объявил о завершении игровой карьеры, отметив, что намерен продолжить свою деятельность в регби уже в другом качестве.

## Достижения
- Чемпион Италии: 2011/2012[итал.], 2013/2014[итал.], 2014/2015[итал.]
- Обладатель Кубка Италии[англ.]: 2011/2012[итал.], 2014/2015[итал.]